# Gyurcsó István
Gyurcsó István (Garamkövesd, 1915. január 27. – Dunaszerdahely, 1984. március 16.) szlovákiai magyar költő, publicista. A Csehszlovákiai Magyar Népművészeti Együttes a Népes névadója.

## Élete
1949-ig munkás volt, majd első verseinek sikere után csak irodalommal foglalkozott. 1952–1969 között a Csemadok Központi Bizottságának színházi szakelőadója és népművelési szakdolgozója, majd 1969–1974 között a népművészeti osztály vezetője. 1968 után politikai okok miatt évekre eltiltották a publikálástól. 1974-től nyugdíjazásáig a Csehszlovákiai Magyar Pedagógusok Vass Lajos Központi Énekkarának titkára volt. 1969–1970 között a Csehszlovák Írószövetség Magyar Szekciója titkára.
Első versei 1949-ben az Új Szóban és a Fáklyában jelentek meg. A Hegyeken-völgyeken című útinaplójában több mint száz településen gyűjtött élményeit összegezte. Számadás című elbeszélő költeményével elnyerte a Fáklya folyóirat irodalmi pályázatának díját. A csehszlovákiai magyarság egyik különös hangú, jelentős kismestere volt.

## Emlékezete
- Garamkövesd mellszobor
- Tiszteletére a Csemadok Dunaszerdahelyi Területi Választmánya Gyurcsó István Közművelődési Díjat alapított 1997-ben, majd a Csemadok Országos Elnöksége 2013-ban.
- 1995-től Garamkövesd önkormányzata Gyurcsó István-emléknapot és Gyurcsó István Szavalóversenyt rendez
- 1995-től Gyurcsó István-ösztöndíjat
- 1992-től dunaszerdahelyi Gyurcsó István Alapítvány

## Művei
- Anyám mosolyog. Versek. 1947–1954; Magyar Kiadó, Bratislava, 1955
- Termő időben. Versek; Szlovákiai Szépirodalmi Kiadó, Bratislava, 1960
- Hegyeken – völgyeken. Útinapló; Szlovákiai Szépirodalmi Kiadó, Bratislava, 1961
- Nyugtalan ének. Versek; ill. Andrássi Tibor; Slovenské vydavateľstvo krásnej literatúry, Bratislava, 1964
- Percmutatók. Versek; ill. Szabó Gyula; Szépirodalmi, Bp., 1968
- Csigaháton; ill. Varga Lajos; Móra, Bp., 1977
- Tükördarabok; Szépirodalmi, Bp., 1983
- Mélység és magasság; Szépirodalmi, Bp., 1985 (Csehszlovákiai magyar írók)
- Nem voltunk rosszak. Válogatott versek; összeáll. Kulcsár Ferenc, utószó Turczel Lajos; Lilium Aurum, Dunaszerdahely, 1995